# Republicanismo en Jamaica
El republicanismo en Jamaica es una posición que aboga por que el sistema de gobierno de Jamaica cambie de una monarquía constitucional a una república. Ambos partidos políticos principales, el Partido Laborista de Jamaica y el Partido Nacional del Pueblo, se suscriben al cargo, y el actual Primer Ministro de Jamaica, Andrew Holness, ha anunciado que la transición a una república será una prioridad de su gobierno. 
En junio de 2022, el Gobierno de Jamaica anunció su intención de convertir al país en una república estableciendo como fecha límite las siguientes elecciones generales en 2025. Hasta el momento, el gobierno jamaicano ha continuado con su proyecto de república analizando proyectos de leyes para romper así lazos con la monarquía británica.

## Proceso legal
Todas las enmiendas a la Constitución de Jamaica deben ser aprobadas por una mayoría de dos tercios en el Parlamento de Jamaica, es decir, tanto en la Cámara de Representantes como en el Senado. Sin embargo, ciertas secciones de la constitución, incluidas las relativas a la monarquía, solo pueden modificarse si también se someten a un referéndum.
En septiembre de 2024, el gobierno de Jamaica anunció la recepción de dos proyectos de ley relacionados con la transición de Jamaica de una monarquía constitucional a una república. El proyecto de ley de 2024 preveía la enmienda de la Constitución de Jamaica para sustituir al monarca jamaicano por un jefe de Estado no monárquico. En diciembre de 2024, se presentó un proyecto de ley acerca de la transición del país a una república, tras lo cual requiere ser revisado por parte de comités conjuntos, después una votación parlamentaria y, por último, un referéndum.